# Degerfors station
Degerfors station är en järnvägsstation på Värmlandsbanan i stadsdelen Bruket i Degerfors.
Stationen öppnade 1866 Med spårburen trafik tar det cirka två timmar att resa från Degerfors till Stockholm och drygt tre och en halv timmar att nå Oslo.
Stationen har bussanslutning med Karlskoga, som saknar en egen järnvägsstation. 
I väntsalen finns konst av Yvonne Lindbom representerad, över "stationskatten Sigge".

## Galleri

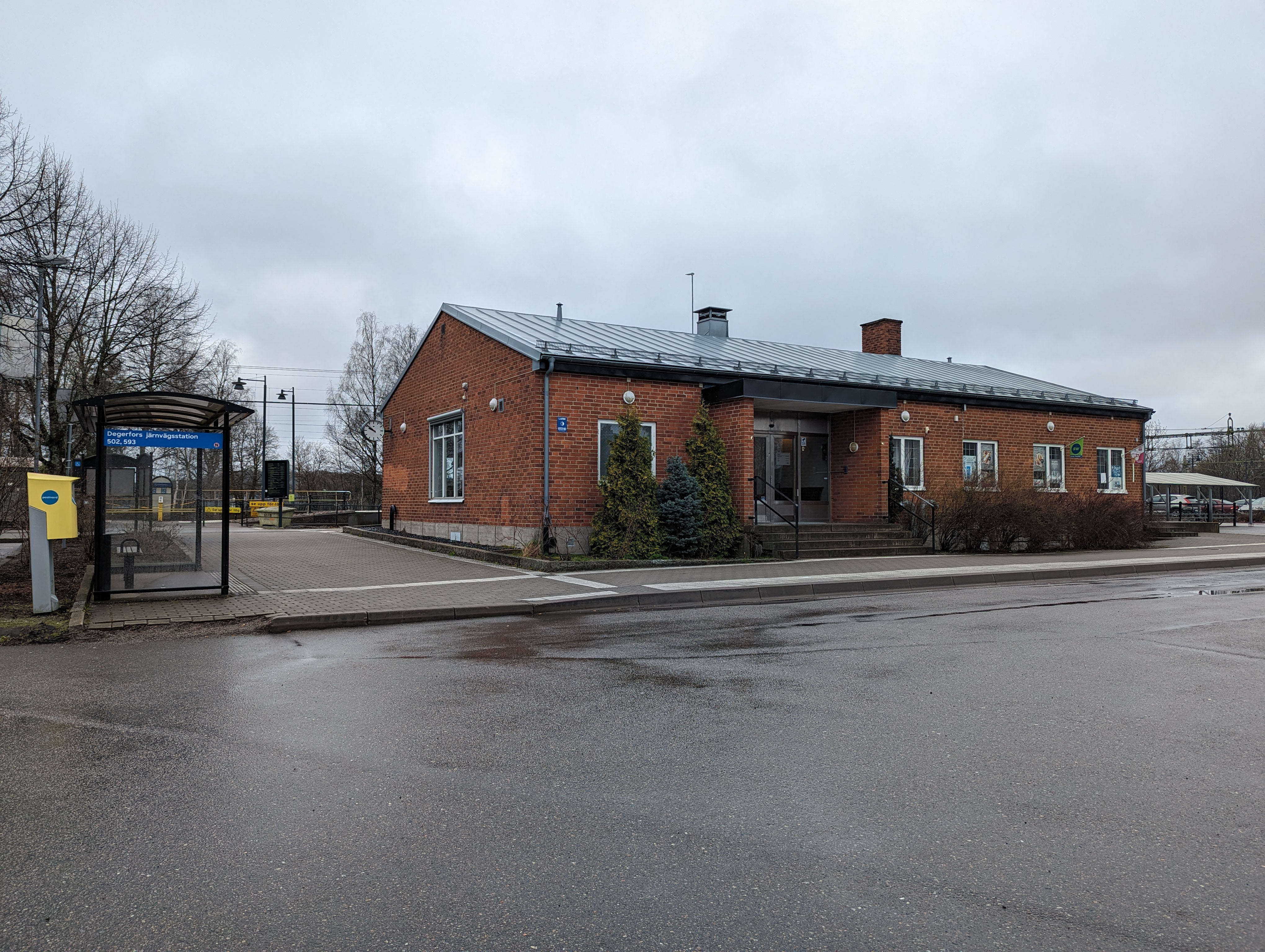
Stationshuset
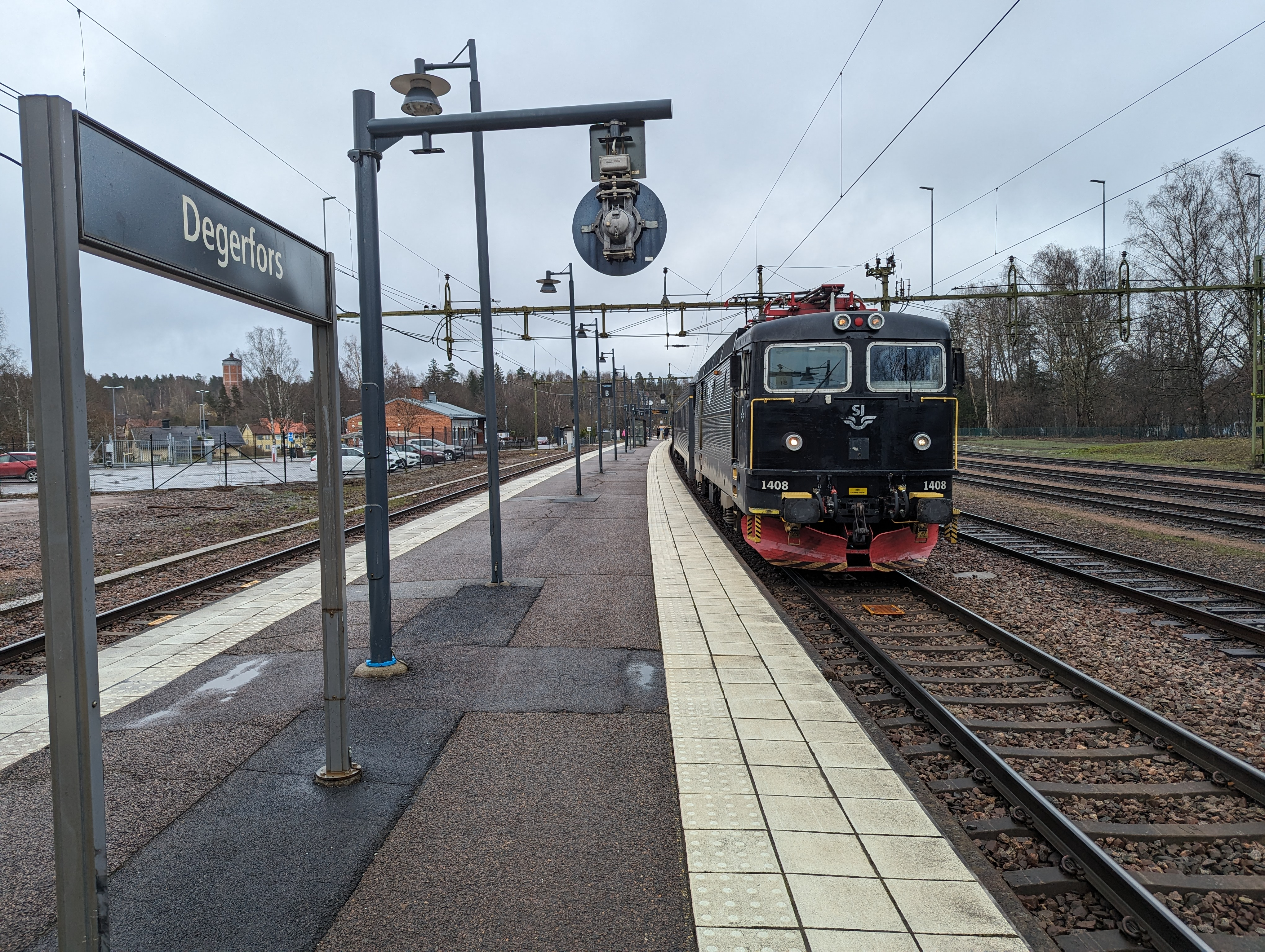
SJ Intercity
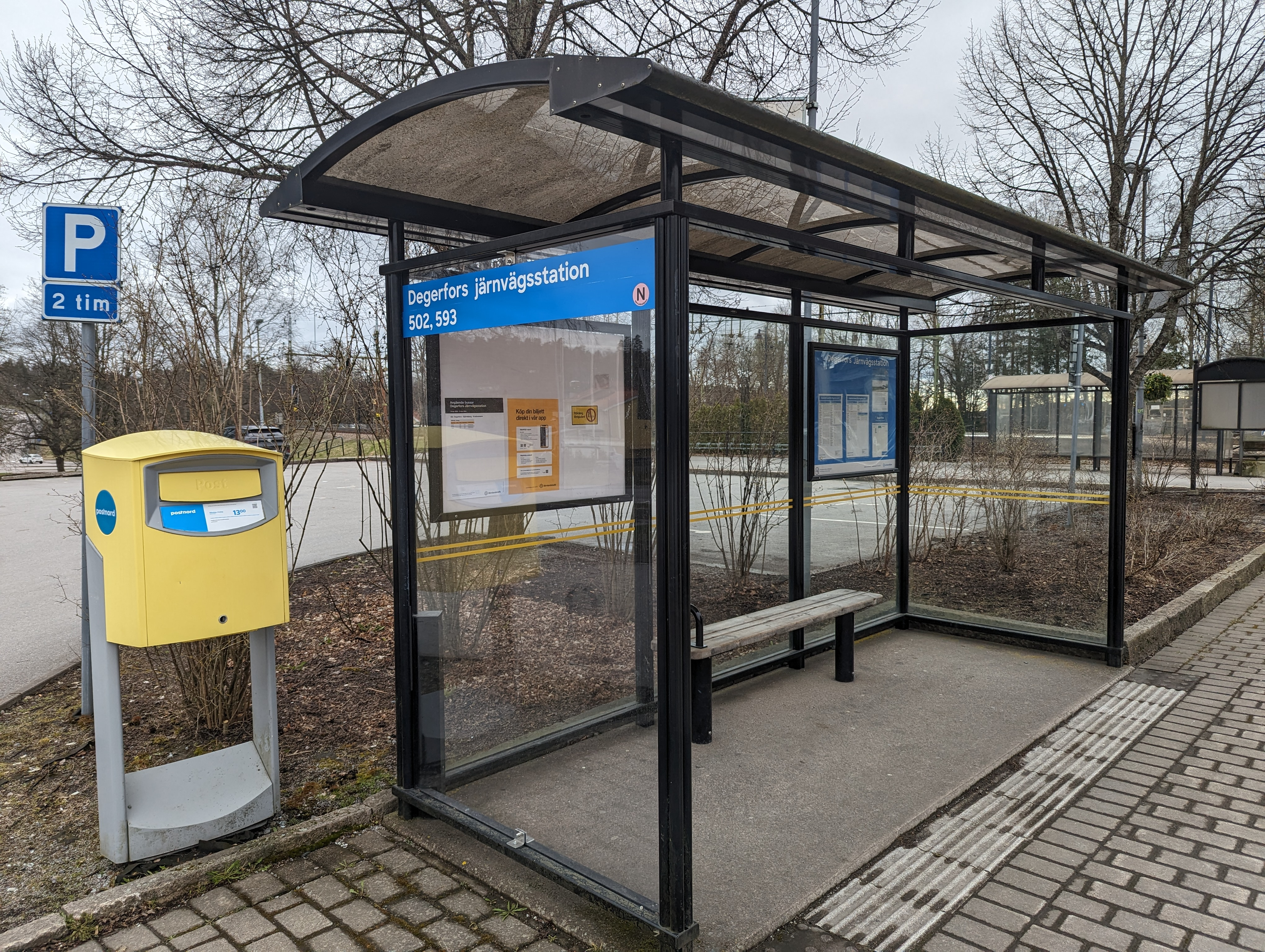
Busshållplats
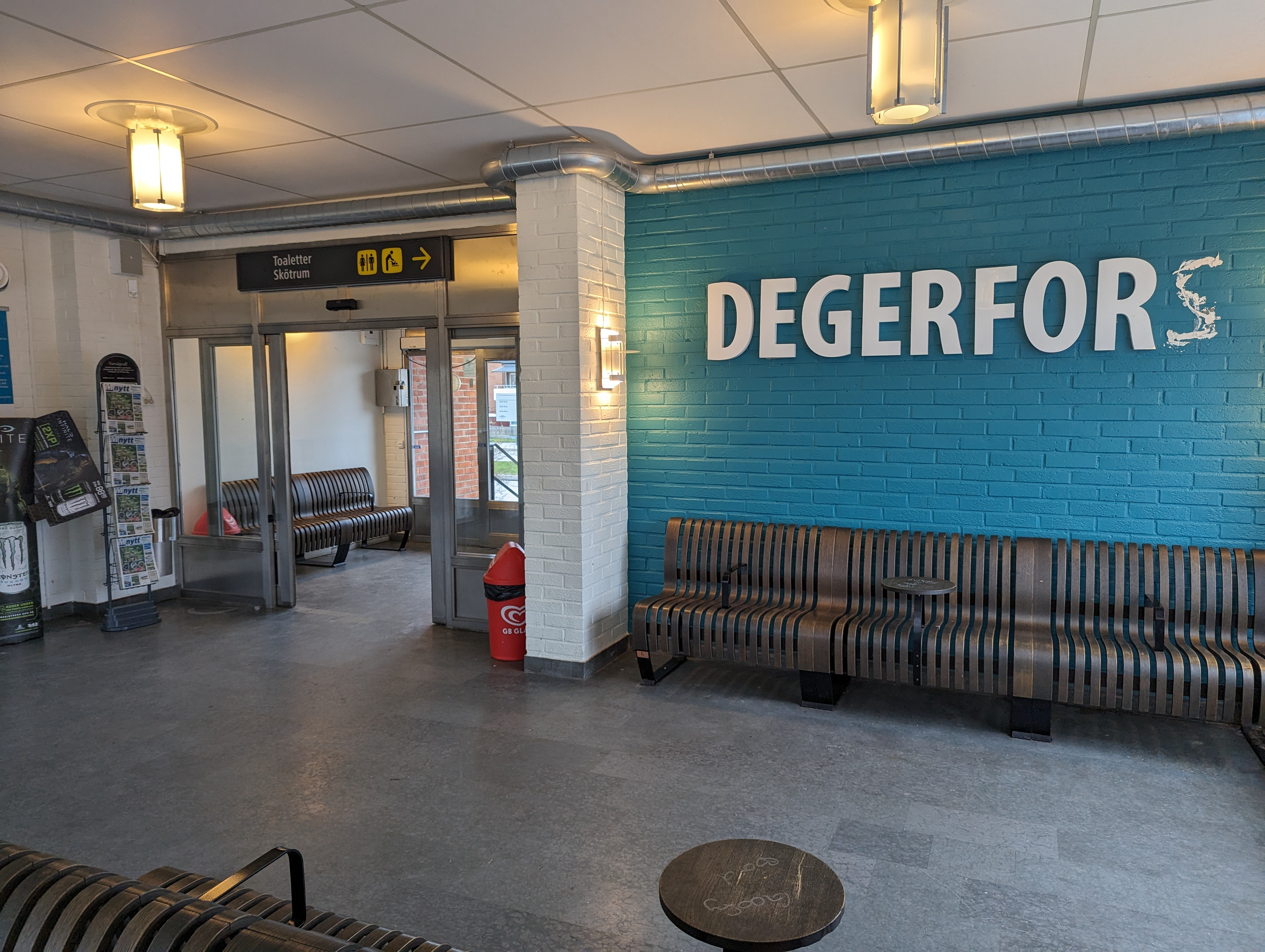
Vänthallen